# 天主教恩格齊教區
天主教恩格齊教區 （拉丁語：Dioecesis Ngoziensis）是布隆迪一個羅馬天主教教區，屬基特加總教區。
宗座代牧區於1949年7月14日成立，1959年11月10日升為教區。教區管轄範圍包括卡揚扎省和恩戈齊省，2003年時有教友937,373人（佔轄區總人口84.5%）、十八個堂區和五十八名司鐸。現任教區主教為喬治·比齊馬納，榮休主教為達尼老·卡比蘭居。